# Tipselit
Tipselit är ett samarbetsprojekt mellan Svenska Fotbollförbundet och Svenska Spel. Projektet startade 1992, och har i syfte att utveckla elitfotbollen i Sverige genom att målmedvetet satsa på unga talanger i åldrarna 14-19 år.
Fram till år 2000 hette det Tipselit 2000.
Det svenska misslyckandet i fotbolls-VM i Italien 1990 blev startskottet för talangutvecklingsprojektet Tipselit.  Under en tågresa diskuterade Uefa-presidenten Lennart Johansson och Richard Frigren, som då var chef för Tipstjänst, hur svensk fotboll skulle få fram bättre spelare och tränare. Det ledde fram till projektet Tipselit, som drogs igång 1992.
Förbundskapten Lars Lagerbäck har sagt att han tycker Tipselitprojektet troligen är det bästa som Svenska Fotbollförbundet startat under hans år som elitinstruktör och ungdomsförbundskapten.
Projektet innebär i korthet ett ekonomiskt tränarbidrag av varierande storlek. Svenska Spel står för pengarna, medan Föreningen Svensk Elitfotboll (SEF) administrerar herrprojektet och Svenska Fotbollförbundet tillsammans med Elitserieföreningen Damfotboll svarar för administrationen på damsidan.
Efter att tipselit startades har svenska herrlandslaget gjort sämre och sämre ifrån sig. Förutom VM 2018, då de kom till kvartsfinal.

## Herrar
Klubbarna i Allsvenskan och Superettan är kvalificerade liksom klubbarna i de två högsta damdivisionerna. Kriterierna för att kunna vara med har tagits fram gemensamt.
Klubbarna får möjlighet att förstärka sin talangutveckling genom att anställa kvalificerade tränare för sina utvecklingslag. Tanken är att talangerna ska få en elitinriktad fotbollsutbildning av i första hand heltidsanställd tränare. Syftet är att trygga svensk fotboll för framtiden.
Tränarna träffas kontinuerligt under säsongen vid utbildnings- och fortbildningsträffar runt om i landet. Projektet säger att klubben har ansvar för att spelare och tränare har goda träningsmöjligheter och att man tar ett socialt ansvar så att talangerna får en civil utbildning i form av studier eller yrkesutbildning. För att få tillhöra Tipselitprojektet ska pojkarna vara mellan 14 och 19 år.

## Damer
För tjejerna sker spelarnas utbildning inte i klubbarna, istället arrangeras regionala och centrala läger. Fortbildning för de allsvenska tränarna kopplat till Tipselit genomförs vid elittränarkonferenserna två gånger varje år.
Projektet riktar sig till spelare som är 16-19 år och ingår i den så kallade 40-gruppen, liksom till Allsvenska tränare, 24-karatdeltagare (delprojekt i Damelitprojektet, mål att få fram fler kvinnliga tränare på elitnivå) samt spelarutbildare och riksinstruktörer. Det anordnas fyra regionala läger per säsong med den så kallade 40-gruppen där allsvenska tränare och förbundskaptener är instruktörer. Man arrangerar även två centrala läger, så kallade Korintläger vid två tillfällen varje säsong för 3-4 bästa spelarna ur åldersgrupperna, totalt 24 spelare plus fyra målvakter.

## Tipselitklubbar 2013

### Herrar
Allsvenskan: AIK, BK Häcken, Djurgårdens IF, Gefle IF, Halmstads BK, Helsingborgs IF, IF Brommapojkarna, IF Elfsborg, IFK Göteborg, IFK Norrköping, Kalmar FF, Malmö FF, Mjällby AIF, Syrianska FC, Åtvidabergs FF, Östers IF.
Superettan: Assyriska FF, Degerfors IF, Falkenbergs FF, GAIS, GIF Sundsvall, Hammarby IF, IFK Värnamo, IK Brage, Jönköpings Södra IF, Landskrona BoIS, Ljungskila SK, Varberg BoIS, Ängelholms FF, Örebro SK, Örgryte IS, Östersunds FK.

### Damer
Klubbarna i de två högsta damdivisionerna. Damallsvenskan: Jitex BK, KIF Örebro DFF, Kopparbergs Göteborg FC, Kristianstads DFF, LdB Malmö FF, Linköpings FC, Mallbackens IF, Piteå IF, Sunnanå SK, Tyresö FF, Umeå IK, Vittsjö GIK. Elitettan: IK Sirius, Sundsvalls FF, QBIK, Umeå Södra FF, Östers IF, Hovås Billdal IF, Eskilstuna United DFF, Kvarnsvedens IK, Älta IF, IFK Kalmar, LB07, Hammarby DFF, Djurgårdens IF, AIK.

## Certifiering
Klubbarna i Allsvenskan och Superettan jobbar med ett ständigt pågående certifieringsarbete. Syftet är att kvalitetssäkra utbildningsnivån i föreningen för spelare mellan 8 och 19 år. Syftet är även att:
- identifiera klubbarnas egna utvecklingsområden
- stödja och i dialog medverka till klubbarnas eget utvecklingsarbete
- skapa en stimulerande manual för de deltagande föreningarna
- skapa tydlighet gentemot styrelse, sponsorer, spelare, föräldrar, andra klubbar, kommun etc.
- underlätta för föreningen att identifiera sin roll inom den svenska fotbollen
- framhålla spelarutveckling och ledarutveckling som de viktigaste faktorerna
- höja kvaliteten på spelarutvecklingen i ett internationellt perspektiv

Modellen innehåller följande områden, som poängvärderas:
- A. Föreningens mål med ungdomsverksamheten
- B. Spelarutveckling
- C. Tränar- och ledarorganisation
- D. Tränings och matchfaciliteter
- E. Föreningens skolsamverkan från 8 till 19 år
- F. Föreningens samarbete med andra föreningar från 8 till 19 år
- G. Rekrytering av spelare och ledare
- H. Sportsliga resultat av ungdomsverksamheten

A-G kan ge maximalt 1 000 poäng. H har inget poängtak utan är avhängigt av hur många spelare som tillhört föreningen i åldrarna 12-19 som debuterat i elitsammanhang.